# Колкин, Яков Григорьевич
Яков (Ян) Григорьевич Колкин (укр. Якiв (Ян) Григорович Колкiн; 26 марта 1942, Орск, Чкаловская область — 28 декабря 2020, Донецк) — советский, украинский ученый, хирург, педагог, доктор медицинских наук, профессор, заведующий кафедрой факультетской хирургии им. К. Т. Овнатаняна Донецкого государственного медицинского университета им. М. Горького (2004—2020).

## Биография
Родился 26 марта 1942 года в городе Орске Оренбургской области, куда из Днепропетровска (ныне Днепр) его семья была эвакуирована в связи с началом Великой Отечественной войны. После окончания войны семья переехала в город Донецк.
После завершения учёбы в Донецком медицинском институте имени М. Горького Я. Г. Колкин работал врачом-хирургом, а затем заведующим торакальным отделением Донецкой областной клинической больницы имени М. И. Калинина (наст. ДоКТМО — Донецкое областное клиническое территориальное медицинское объединение).
Я. Г. Колкин прошел путь от ординатора до заведующего кафедрой факультетской хирургии имени К. Т. Овнатаняна Донецкого национального медицинского университета имени М. Горького.
- В 1970 году в городе Донецк защитил кандидатскую диссертацию на тему «Клиника, диагностика и хирургическое лечение релаксации диафрагмы»[4] научнным руководителем, которой был д.м.н., профессор, заслуженный деятель науки и техники УССР К.Т. Овнатанян.
- С 1971 по 1987 год работал заведующим I торакальным отделением Областной клинической больницы имени М. И. Калинина.
- В 1980 году защитил докторскую диссертацию на тему «Патогенез, диагностика и лечение грыж пищеводного отверстия диафрагмы» в городе Москва.
- В 1989 году — профессор кафедры хирургических болезней № 1 Донецкого медицинского института имени М. Горького.
- С 2004 по 2020 год — заведующий кафедрой факультетской хирургии имени профессора К. Т. Овнатаняна Донецкого национального медицинского университета имени М. Горького[5] [6] [7].

Член Европейской ассоциации торакальных хирургов, врач высшей категории по торакальной хирурги.

## Научная деятельность
- Автор более 600 печатных работ, 18 авторских свидетельств[8], 7 монографий, часть из которых опубликована в России, США, Израиле, Германии, Великобритании, Японии и других странах[9].

- Член редакционных советов научных журналов[10] [11] .

Автор лечебно-хирургических оперативных вмешательств, вот некоторые из них:
- авторское свидетельство СССР (1980) — «Способ хирургического лечения грыжи пищеводного отверстия диафрагмы»[12].
- авторское свидетельство СССР (1993) — «Способ диагностики повторных легочных кровотечений при распространенных гнойных деструкциях легких»[13].
- Патент США (1994) — «Устройство для дренирования плевральной полости»[14].
- Патент Российской Федерации (1995) — «Устройство для фиксации переломов грудины»[15].
- Патент Российской Федерации (1997) — «Способ лечения гнойной деструкции легких и устройство для его осуществления»[16].

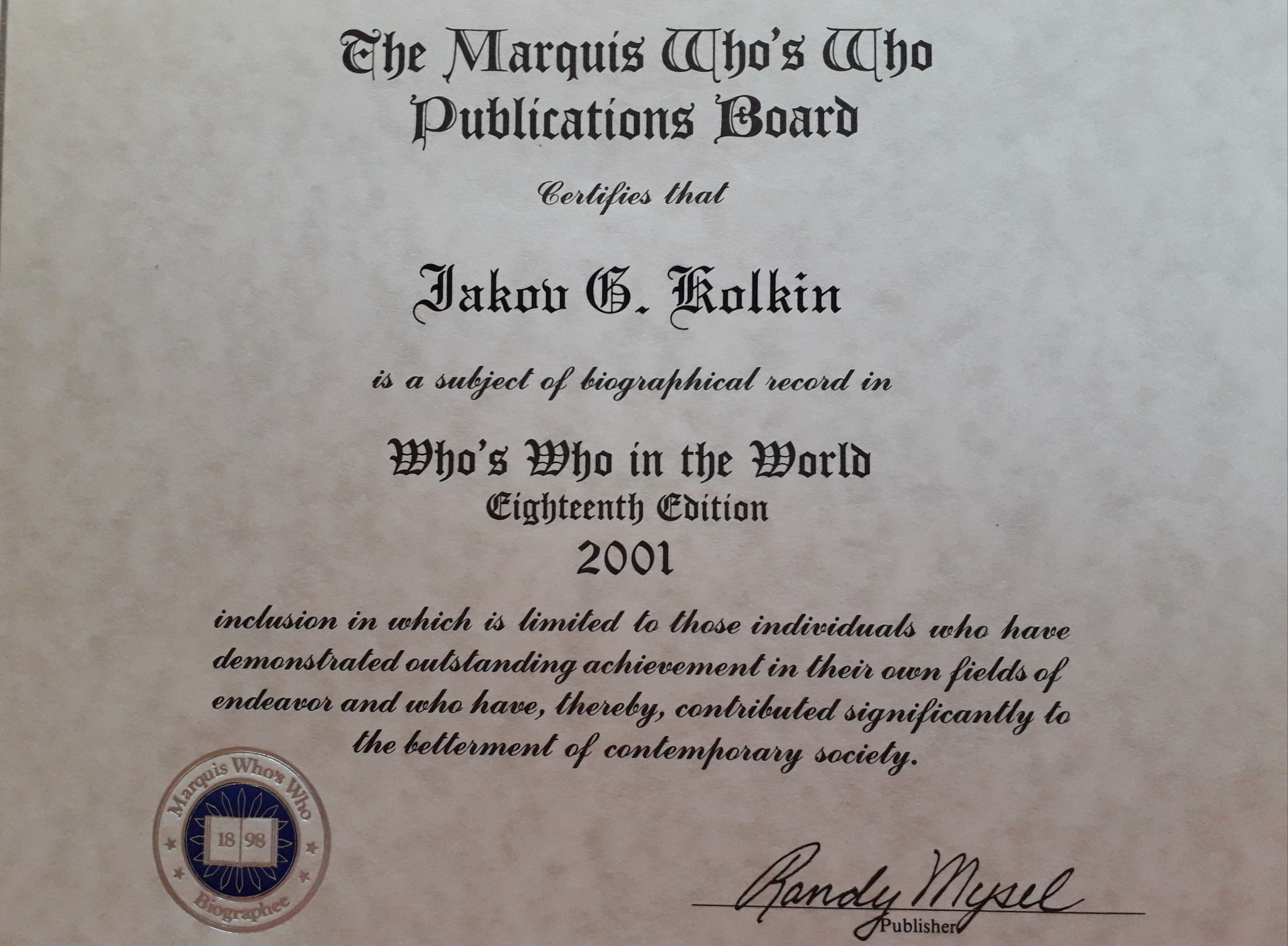

- Патент Украины (2008) — «Способ дренирования переднего средостения»[8].
- Патент Украины (2011) — «Способ дренирования передневерхних отделов плевральной полости после перенесенных операций»[17].

## Лечебная работа

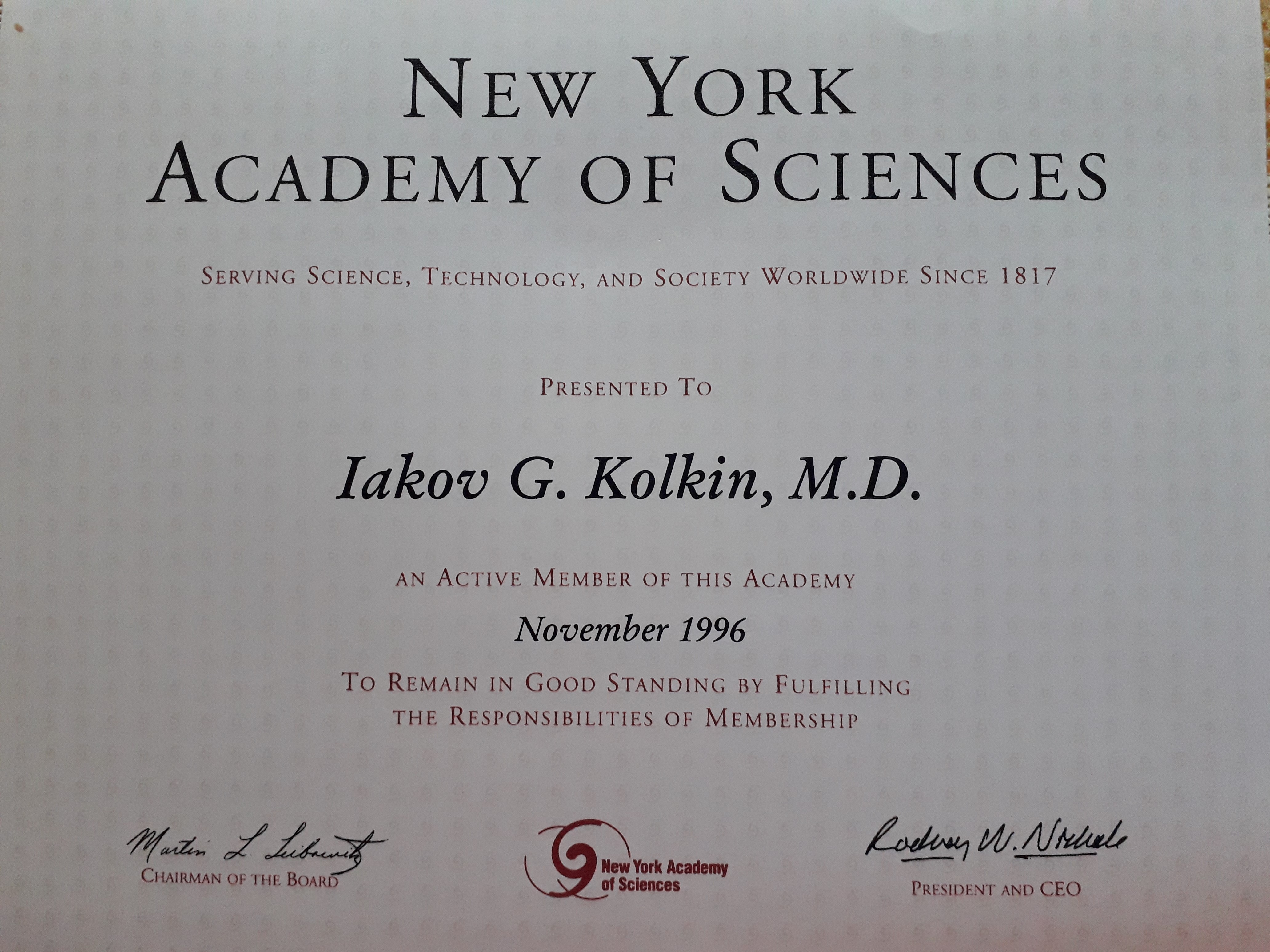

Профессор Я. Г. Колкин занимался усовершенствованием хирургического лечения патологии органов грудной полости. На протяжении многих лет, важное место в его работе занимало изучение хирургии тяжелой травмы груди, чему была посвящена одна из его монографий, защищены диссертации в клинике. Особый вклад Я. Г. Колкин внес в разработку и внедрение в практическую хирургию оперативных подходов к лечению острой и осложненной хирургической патологии диафрагмы, в том числе тяжелых, осложненных грыж пищеводного отверстия диафрагмы, чему посвящена его докторская диссертация, а также получен патент на изобретение нового способа хирургического лечения данной патологии. Разработанный им способ хирургического лечения применяется в торакальных отделениях клиники факультетской хирургии имени профессора К. Т. Овнатаняна Донецкого национального медицинского университета имени М. Горького.

## Педагогическая работа
Под руководством профессора Я.Г. Колкина защищены  и подготовлены к защите кандидатские диссертации, достижения же в практической хирургии отображены в полученных патентах разных стран (СССР, США, России, Украины)  .

## Награды
Награждён Почетной грамотой Министерства здравоохранения Украины (2014).

## Семья
Жена — Колкина Татьяна Петровна.
Дочь — Колкина Виктория Яковлевна кандидат медицинских наук, врач-гастроэнтеролог.